# Посольство Кувейту в Україні
Посольство Держави Кувейт в Києві — офіційне дипломатичне представництво Держави Кувейт в Україні, відповідає за підтримку та розвиток відносин між Державою Кувейт та Україною.

## Історія дипломатичних відносин
Держава Кувейт визнала незалежність України 18 квітня 1993 року. 18 квітня 1993 року було встановлено дипломатичні відносини між Україною та Державою Кувейт.
Посольство Кувейту в Україні відкрилося в 1995 році, а України в Кувейті — 2002-му.

## Посли Кувейту в Україні
1. Ахмед Абдулла Аль-Мубаракі (1995–1997)
2. Салех Салем Юсуф М. Аль-Лугхані (1997–1998)
3. Аль-Дуейлах Халет Мутлак Заєд (1998–2001)
4. Хафіз Мохамед Аль Аджмі (2001–2006)
5. Хамуд Юсіф Мішарі Аль-Роудан (2006–2010)
6. Юсеф Хусейн Аль-Ґабанді (2010-2016)
7. Рашід Хамад Аль Адвані (2016[2]-)